# HD 86950
HD 86950 — одиночная звезда в созвездии Гидры на расстоянии около 692 световых лет (около 212 парсек) от Солнца. Видимая звёздная величина звезды — +7,46m.
Вокруг звезды обращается, как минимум, одна планета.

## Характеристики
HD 86950 — оранжевый гигант спектрального класса K0, или K1III. Масса — около 1,66 солнечной, радиус — около 8,8 солнечного, светимость — около 36,308 солнечной. Эффективная температура — около 4867 K.

## Планетная система
В 2016 году группой астрономов было объявлено об открытии планеты HD 86950 b.
В 2019 году учёными, анализирующими данные проектов Hipparcos и Gaia, у звезды обнаружена планета HIP 49129 c.